# 溱湖
姜堰市溱湖旅游景区，地处江苏中部，江淮之间的泰州市姜堰区溱潼镇。是中华人民共和国国家5A级旅游景区、中国国家湿地公园和中国国家水利风景区。
800多年前的南宋时期岳飞岳家军与金兵在此战斗。
现在每年清明时节，上千船只、上万船民来此参加溱潼会船节，有“溱潼会船甲天下”的美称。最近，三届世界女子围棋擂台赛都在此举行。